# Catherine Tresa
Catherine Tresa Alexander est une actrice indienne qui apparaît dans les films télougou, malayalam, tamoul et kannada.

## Biographie
Née de parents malayali à Dubaï, elle ne retourne à Bangalore que pour ses études supérieures. Pendant ses études, elle apprend le piano, le chant, la danse ainsi que le patinage et l'art oratoire. À Dubaï, elle sert comme mannequin pour de défilés d'école de couture.

## Carrière
Catherine Tresa fait ses débuts dans un film kannada en 2010 intitulé Shankar IPS (en) aux côtés de Duniya Vijay (en) puis dans les films malayalam The Thriller (en) et Uppukandam Brothers: Back in Action (en).
En 2013, elle tient le premier rôle féminin dans le film télougou de Puri Jagannath, Iddarammayilatho (en). La film, sorti en juin, reçoit de bonnes critiques dont celle du Times of India qui écrit : « Catherine Tresa est la personne parfaite pour le personnage d'Akanksha ».